# Fahrettin Altay
Fahrettin Altay (Scutari, 12 gennaio 1880 – Istanbul, 26 ottobre 1974) è stato un generale e politico turco.

## Biografia
Nacque il 12 gennaio 1880 a Scutari, nell'omonimo vilayet dell'Impero ottomano, dal tenente colonnello İsmail Bey, originario di Smirne, e Hayriye Hanım. Ha completato gli studi primari a Mardin, la scuola media militare a Erzincan e la scuola superiore militare a Erzurum, entrando nel 1897 presso il Collegio militare ottomano di Istanbul dove si diplomò nel 1899 e dove concluse il proprio addestramento militare nel 1902 col grado di yüzbaşı (capitano).
Iniziò la sua carriera nell'Esercito ottomano nel 1900 col grado di teğmen (tenente). Fu promosso al grado di kolağası (primo capitano) nel 1905 e poi al grado di binbaşı (maggiore) nel 1909. Nel 1912 sposò Münime Hanım, figlia di Tahir Pasha Bibezić. Prese parte alle guerre balcaniche e alla prima guerra mondiale, occasione in cui conobbe Mustafa Kemal durante la campagna di Gallipoli.
Fu deputato della Grande Assemblea Nazionale Turca dal 1920 al 1924 e nuovamente dal 1946 al 1950 come membro del Partito Popolare Repubblicano di Mustafa Kemal.
Morì a Istanbul il 26 ottobre 1974. La sua salma fu inizialmente tumulata nel cimitero di Aşiyan Asri di Istanbul, venendo poi traslato nel 1988 al cimitero di Stato di Ankara.